# Donauplatworm
De Donauplatworm (Dendrocoelum romanodanubiale) is een vrij levende platworm (Platyhelminthes). De worm is tweeslachtig. De soort leeft in of nabij zoet water.
Het geslacht Dendrocoelum, waarin de platworm wordt geplaatst, wordt tot de familie Dendrocoelidae gerekend. De wetenschappelijke naam van de soort werd, als Palaeodendrocoelum romanodanubiale ("romanodanubialis"), voor het eerst geldig gepubliceerd in 1949 door Codreanu.

## Synoniemen
- Palaeodendrocoelum romanodanubiale Codreanu, 1949 ("romanodanubialis")
- Palaeodendrocoelum danubiale Codreanu, 1951 ("danubialis")